# Tord Bæckström
Tord Otto Bæckström, folkbokförd Baeckström, född 1 december 1908 i Rogberga församling i Jönköpings län, död 5 oktober 1991 i Askims församling i Göteborgs och Bohus län, var en svensk kulturjournalist, översättare och konstnär.

## Biografi
Tord Bæckström var son till filosofie licentiat Birger Bæckström och Dagmar Sjögren. Efter studentexamen vid Göteborgs högre samskola studerade han franska, klassisk grekiska och kinesiska vid Göteborgs högskola, där han blev filosofie kandidat 1929. Därefter bedrev han konststudier för Axel Revold vid Statens Kunstakademi i Oslo 1930–1932 och för Marcel Gromaires Académie Scandinave Maison Watteau i Paris 1932–1934 samt under studieresor till bland annat Italien och Nordafrika.
Under 1930- och 1940-talen var han verksam i Stockholm som bildkonstnär. Han ställde ut ett flertal gånger på Galerie Moderne i Stockholm och han medverkade i decemberutställningarna på Göteborgs konsthall. Tillsammans med Carl Palme genomförde han en grupputställning på Göteborgs konsthall. Hans konst består av stilleben, hästtavlor, porträtt och landskapsmålningar från Frankrike och Sörmland. Som illustratör illustrerade han bland annat August Strindbergs Den romantiske klockaren på Rånö. Vid sidan av sitt eget skapande var han bildlärare vid Hugo Steiner-Prags skola för bok och reklamkonst. Bæckström är representerad vid Göteborgs konstmuseum[källa behövs] och Länsmuseet Gävleborg.
År 1951 efterträdde han sin far Birger Bæckström som konst- och teaterkritiker vid Göteborgs Handels- och Sjöfartstidning och bedrev även arkitekturkritik. Han stannade där tills tidningen lades ner 1973. Efter nedläggningen av dagstidningen medverkade han, tillsammans med andra journalister vid tidningen, till att driva den vidare som veckotidning fram till 1985. Han skrev även regelbundet i konsttidskriften Paletten. Från 1973 skrev han även i Dagens Nyheter.
Parallellt med kulturjournalistiken översatte han en rad antika grekiska dramer av Aristofanes och Euripides samt nyöversatte de homeriska eposen, Iliaden (Sången om Ilion) och Odysséen (Sången om Odysseus).
Även efter att han slutat som professionell konstnär ägnade han sig flitigt åt att måla, främst akvareller. Under åren efter GHT:s nedläggning som dagstidning hade han ett mindre antal separatutställningar på gallerier i Göteborg.
Tord Baeckström fick 1968 Svenska Akademiens översättarpris och blev år 1970 invald i Kungliga Vetenskaps- och Vitterhets-Samhället i Göteborg. 1978 promoverades han till filosofie hedersdoktor vid Göteborgs universitet.

## Familj
Första gången var Bæckström gift 1935–1940 med filmkritikern Gerd Osten (1914–1974), som var dotter till läkaren Karl Ekbom och Elisabeth Möller. I detta äktenskap föddes dottern Pia (född 1936). Andra gången var han gift från 1954 till sin död med filosofie magister Lorica Popper (1927-2018), som var dotter till filosofie doktor Ladislaus Popper och Gertrud Schmidt samt svägerska till Bunta Horn. I detta äktenskap fick han barnen Kristina (född 1954) och Dan (född 1956).
Han är begravd i minneslunden på Kvibergs kyrkogård i Göteborg.

## Priser och utmärkelser
- Svenska Akademiens översättarpris,  1968
- De Nios översättarpris,  1982

[Redigera Wikidata]